# Верхні Ключі
Верхні Ключі́ (рос. Верхние Ключи) — село у складі Нерчинського району Забайкальського краю, Росія. Входить до складу Верхньоключівського сільського поселення.

## Населення
Населення — 388 осіб (2010; 413 у 2002).
Національний склад (станом на 2002 рік):
- росіяни — 99 %